# 林珍佑
林珍佑（イム ジンウ、LIM Jin-Woo、1993年6月15日 - ）は、韓国出身のプロサッカー選手。ポジションは、ディフェンダー。

## 来歴
韓国出身の選手で、大学時代には全韓国大学選抜に選ばれた経歴を持ち、大学屈指のセンターバックと評価を受けていた。
J1チームやKリーグのチームなど複数クラブが獲得に動いていたが、2016年12月15日、ロアッソ熊本への加入が発表された。
2017年は怪我の影響もあり出番は限定的であった。2018年も怪我の影響で出番は限定的であり、同シーズンをもって契約満了となり退団した。

## 所属クラブ
- 大倫高校
- 嶺南大学校
- 2017年 - 2018年  ロアッソ熊本
- 2019年 -  光州FC

## 個人成績
| 国内大会個人成績 | 国内大会個人成績 | 国内大会個人成績 | 国内大会個人成績 | 国内大会個人成績 | 国内大会個人成績 | 国内大会個人成績 | 国内大会個人成績 | 国内大会個人成績 | 国内大会個人成績 | 国内大会個人成績 | 国内大会個人成績 |
| 年度             | クラブ           | 背番号           | リーグ           | リーグ戦         | リーグ戦         | リーグ杯         | リーグ杯         | オープン杯       | オープン杯       | 期間通算         | 期間通算         |
| 年度             | クラブ           | 背番号           | リーグ           | 出場             | 得点             | 出場             | 得点             | 出場             | 得点             | 出場             | 得点             |
| 日本             | 日本             | 日本             | 日本             | リーグ戦         | リーグ戦         | リーグ杯         | リーグ杯         | 天皇杯           | 天皇杯           | 期間通算         | 期間通算         |
| ---------------- | ---------------- | ---------------- | ---------------- | ---------------- | ---------------- | ---------------- | ---------------- | ---------------- | ---------------- | ---------------- | ---------------- |
| 2017             | 熊本             | 3                | J2               | 6                | 0                | -                | -                | 1                | 0                | 7                | 0                |
| 2018             | 熊本             | 3                | J2               | 3                | 0                | -                | -                | 0                | 0                | 3                | 0                |
| 通算             | 日本             | 日本             | J2               | 9                | 0                | -                | -                | 1                | 0                | 10               | 0                |
| 総通算           | 総通算           | 総通算           | 総通算           | 9                | 0                | 0                | 0                | 1                | 0                | 10               | 0                |

- Jリーグ初出場 - 2017年5月13日 J2第13節 湘南ベルマーレ戦 (えがお健康スタジアム)

## 代表歴
- 全韓国大学選抜 (2016年)